# 수리조합

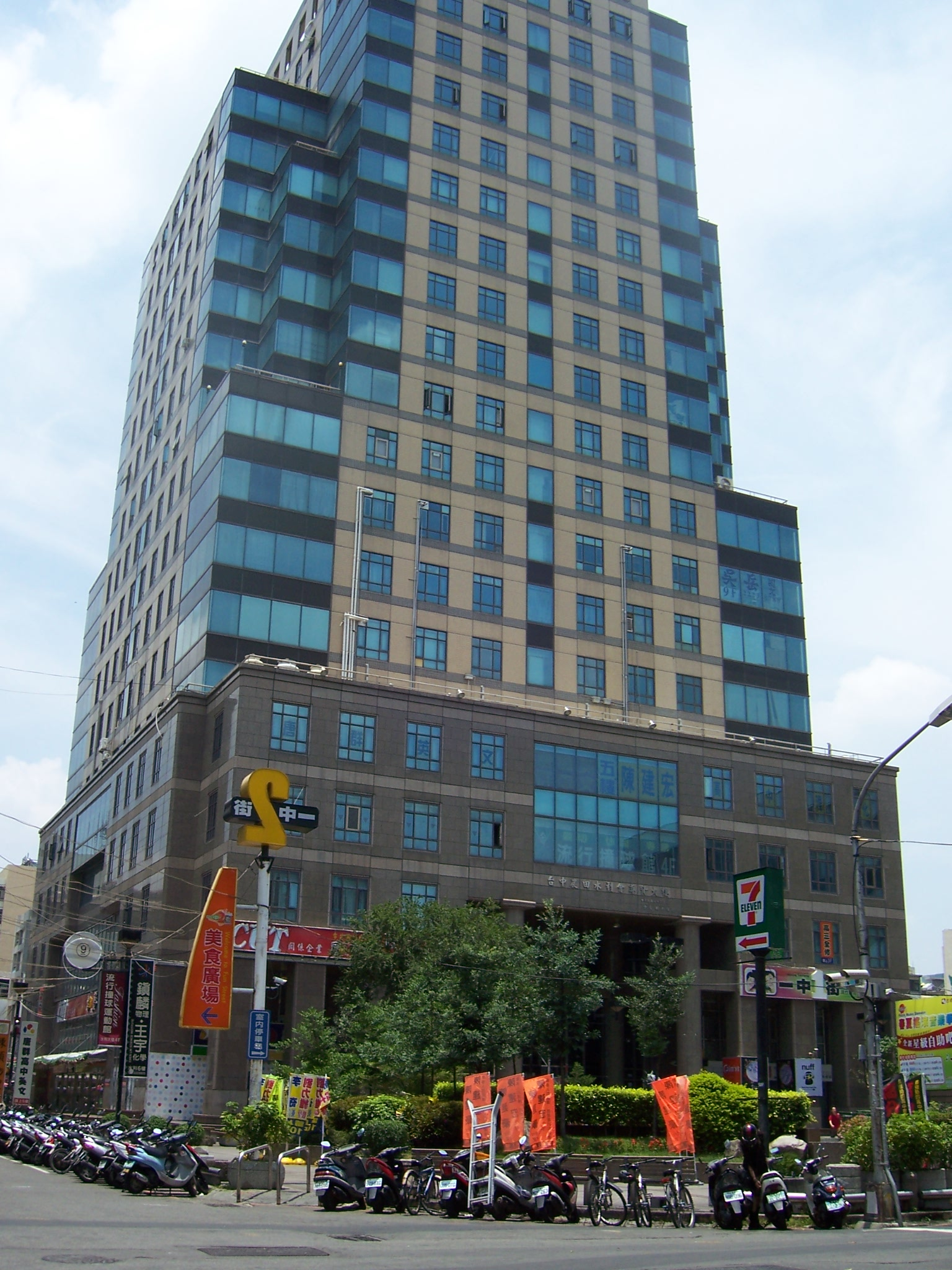

수리조합(水利組合)은 1906년에 제정된 수리조합 조례에 따라 관개배수시설의 신설 및 보수와 관리를 목적으로 설치된 조합이다. 1908년에 옥구서부, 1909년에 임익, 마구평, 임익남부수리조합이 설립되었고 이어서 전국적으로 확산되었으며 1962년에 토지개량조합으로, 1970년에 농지개량조합으로 개칭하였다.수리조합은 관개농지를 가진 농민을 조합원으로 하는 자치조직이나 정부의 지휘 감독과 지원을 받았다.

## 같이 보기
- 갱생수리조합

## 참고 자료
조선수리조합령